# Catocala swetti
Catocala swetti là một loài bướm đêm trong họ Erebidae.